# 짧은손바닥근
짧은손바닥근(palmaris brevis) 또는 단장근(短掌筋)은 손의 자쪽 피부 아래에 위치한 얇은 사각형의 근육이다. 새끼두덩의 피부에 주름을 지게 한다.

## 구조
짧은손바닥근은 손의 자쪽 측면에 위치한다. 가로손목인대(손의 굽힘근지지띠)와 손바닥널힘줄에서 힘줄로 이루어진 다발로 일어난다. 근섬유는 손바닥 자쪽모서리의 피부에 닿으며 간혹 콩알뼈에 닿기도 한다.

### 신경 분포
짧은손바닥근은 자신경 얕은가지(C8, T1)의 지배를 받는 유일한 근육이다.

### 혈액 공급
깊은손바닥동맥활의 바닥쪽손허리동맥이 짧은손바닥근에 혈액을 공급한다.

## 기능
무언가를 손으로 움켜쥘 때 짧은손바닥근은 손바닥 자쪽 측면의 피부를 긴장시킨다. 또한 손바닥을 더욱 오목하게 만든다. 한편 반복적으로 잡는 동작을 취할 때 자신경과 자동맥이 눌리지 않도록 짧은손바닥근이 보호할 수도 있다. 짧은손바닥근은 피로 저항이 높은 근섬유를 주로 포함하고 있으며, 이는 반복적으로 물건을 잡는 동작을 할 때 짧은손바닥근이 자신경과 자동맥을 보호한다는 주장을 뒷받침한다.

## 역사
처음으로 짧은손바닥근을 관찰한 기록은 1543년 이전 이탈리아의 해부학자인 잠바티스타 카나노의 기록이다. 몇 년 뒤에는 리알도 콜롬보가 짧은손바닥근을 독립적으로 발견하였으며, 이후 안드레아스 베살리우스의 연구에 의해 일반적으로 받아들여지게 되었다.

## 같이 보기
- 긴손바닥근
- 바닥쪽뼈사이근
- 새끼두덩

## 추가 이미지

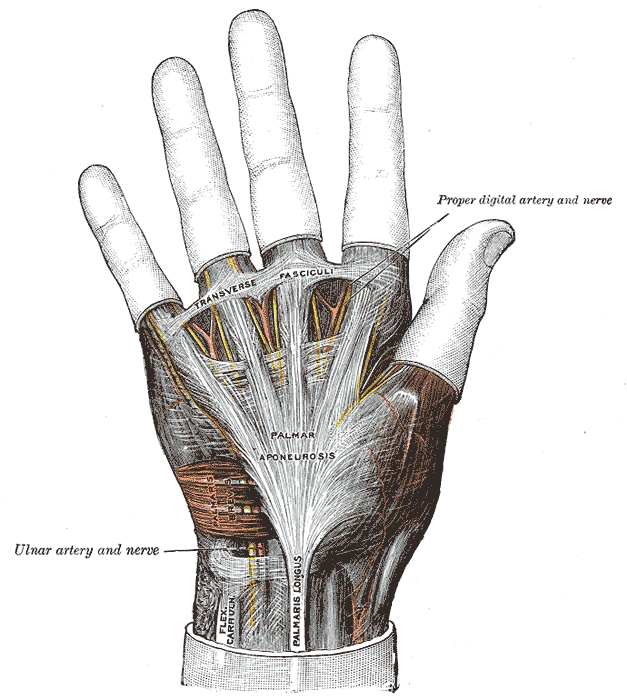
The palmar aponeurosis

## 참고 문헌
이 문서는 현재 퍼블릭 도메인에 속하는 그레이 해부학 제20판(1918) page 463의 내용을 기초로 작성된 글이 포함되어 있습니다.
1. 1 2  《Gray's anatomy : the anatomical basis of clinical practice》. Standring, Susan., Gray, Henry, 1825-1861. 40, anniversary판. [Edinburgh]: Churchill Livingstone/Elsevier. 2008. ISBN 978-0-443-06684-9. OCLC 213447727.
2. 1 2 3  Palazzo, J. J.; Galloway, K. (2017년 1월 1일),  Placzek, Jeffrey D.; Boyce, David A., 편집., “Chapter 53 - Nerve Entrapments of the Wrist and Hand”, 《Orthopaedic Physical Therapy Secrets (Third Edition)》 (영어) (Elsevier), 429–436쪽, ISBN 978-0-323-28683-1, 2021년 1월 7일에 확인함
3. 1 2  “Palmaris brevis”. PT Central. 1998. 2018년 3월 10일에 원본 문서에서 보존된 문서. 2012년 2월 25일에 확인함.
4. ↑  “palmaris brevis muscle (anatomy) - General Practice Notebook”. 《gpnotebook.com》. 2021년 1월 7일에 확인함.
5. ↑  Moore, Colin W.; Rice, Charles L. (December 2017). “Structural and functional anatomy of the palmaris brevis: grasping for answers”. 《Journal of Anatomy》 231 (6): 939–946. doi:10.1111/joa.12675. PMC 5696130. PMID 28786108.
6. ↑  Moore, Colin W.; Beveridge, Tyler S.; Rice, Charles L. (October 2017). “Fiber type composition of the palmaris brevis muscle: implications for palmar function”. 《Journal of Anatomy》 231 (4): 626–633. doi:10.1111/joa.12652. PMC 5603781. PMID 28620932.
7. ↑  Tubbs, R.S.; Shoja, M.M.; Loukas, M.; Agutter, P. (2019). 《History of Anatomy: An International Perspective》. Wiley. 170쪽. ISBN 978-1-118-52425-1. 2021년 5월 5일에 확인함.